# Насонова Ангеліна Максимівна
Ангеліна Максимівна Насонова (нар. 26 березня 2002, Дніпро) — українська оперна співачка (колоратурне сопрано), артистка Дніпровського академічного театру опери та балету, викладачка вокалу.

## Біографія
Народилася 26 березня 2002 року в місті Дніпро. З раннього віку займалася музикою, навчалася у музичній школі, а згодом обрала академічний спів як професію.

### Освіта
- НВК №122 міста Дніпра (неповна середня освіта)
- Дніпровська дитяча музична школа №13
- Дніпровський фаховий мистецько-художній коледж — спеціальність «Академічний спів» (молодший бакалавр)
- Дніпровська академія музики імені М. Глінки — бакалавр за спеціальністю «Академічний спів»

### Творча діяльність
З листопада 2023 року працює артисткою Дніпровського академічного театру опери та балету.
З вересня 2024 року викладає вокал у Дніпровській дитячій музичній школі №15 «Дитяча музична академія імені Миколи Різоля».

### Репертуар
До репертуару співачки входять арії з опер Моцарта, Верді, Пуччіні, Белліні, а також українських композиторів Лисенка, Гулака-Артемовського.
Виконує романси українських і європейських композиторів. Володіє технікою академічного співу та грою на фортепіано.

## Нагороди та досягнення
- Перша премія на Міжнародному фестивалі-конкурсі «На крилах життя» (2025, Київ)
- Друга премія на Міжнародному конкурсі оперних співаків імені Соломії Крушельницької (2023, Львів)
- Перша премія на Міжнародному конкурсі мистецтв «Таланти XXI століття» (2021, Варна, Болгарія)
- Багаторазова учасниця Міжнародного фестивалю музичного мистецтва «Музика без меж» (Дніпро)